# Dmitrówka (obwód wołyński)
Dmitrówka (uk. Дмитрівка) – założona w 1545 r. wieś na Ukrainie w rejonie rożyszczeńskim obwodu wołyńskiego. Zamieszkuje ją 180 osób.
Osada należała do rodów Kierdejów, Czapliców, Chamców, Modzelewskich i Olizarów. W końcu XIX w. był to chutor w gminie Kisielin zamieszkany przez 48 mieszkańców.